# El jugador (Dostoyevski)

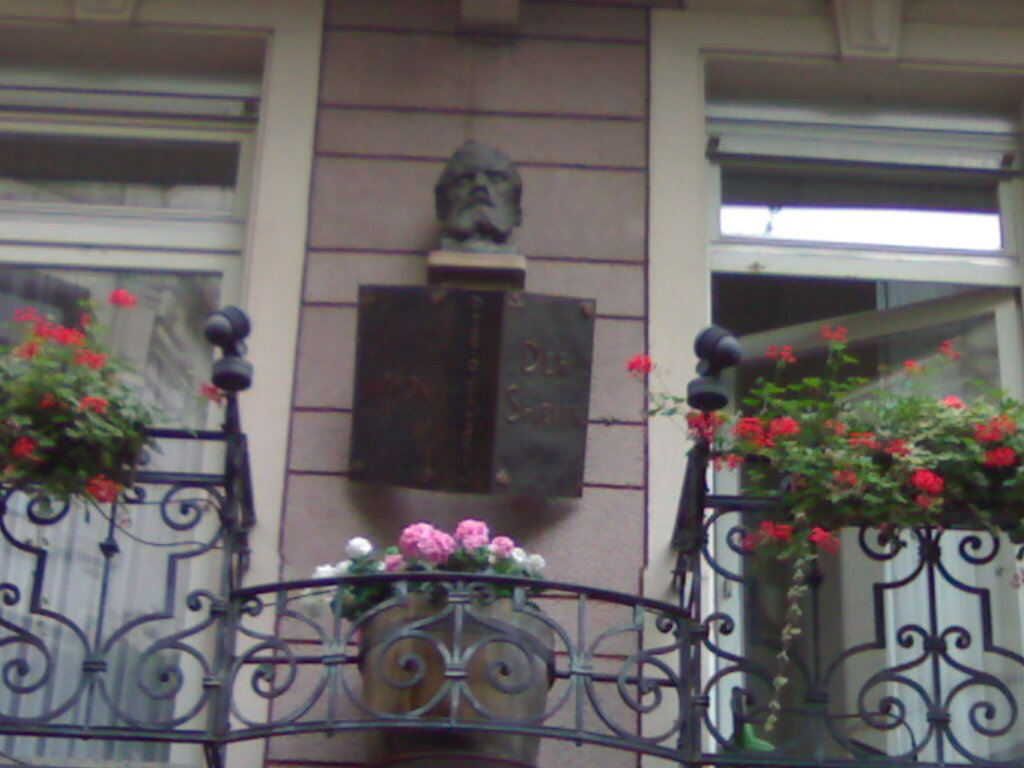
Balcón de la casa en Baden-Baden donde solía residir Dostoyevski. El título del libro reza Der Spieler, El jugador en alemán.

El jugador (en ruso: Игрок, Igrok) es una novela de Fiódor Dostoyevski escrita y publicada en 1866 sobre un joven tutor empleado por un antiguo general ruso. La novela refleja la propia adicción de Dostoyevski al juego de la ruleta durante su estancia en Wiesbaden, presentada como la ciudad ficticia de  Roulettenbourg de la novela, y su pasional estadía en Europa con Apolinaria (Polina) Prokófievna Súslova, de quien se enamoró perdidamente.
Dostoyevski completó su obra bajo condición del cumplimiento de un plazo que, mediante un contrato, le impuso el editor Fiódor Stellovski  para que escribiese una novela para el 1 de noviembre de 1866. En caso de incumplimiento de dicho plazo, el editor se quedaba con los derechos de autor de todo lo que escribiera Dostoyevski durante los próximos nueve años. En el tiempo récord de 26 días el autor dictó El jugador a la taquígrafa Anna Grigórievna Snítkina, que meses después se convertiría en su segunda esposa.

## Argumento
La narración se desarrolla en primera persona desde el punto de vista de Alekséi Ivánovich, el tutor de una familia rusa que vive en una suite de un hotel de la ciudad de Roulettenbourg, situada en Alemania. El patriarca de la familia, el General, está en deuda con el francés De Grieux y ha hipotecado sus propiedades en Rusia, lo cual le alcanza para pagar solo una pequeña cantidad del total de su deuda. Al enterarse de la enfermedad de su rica y anciana tía Antonida Vasílevna, a quien llama "la Abuela", el General envía toda una serie de telegramas a Moscú, esperando con ansia la noticia de su fallecimiento. Con la herencia de la anciana el General espera pagar sus deudas y conseguir la mano de Madamoiselle Blanche De Cominges.
Alekséi está perdidamente enamorado de Polina Aleksándrovna, la hijastra del General, y hace un juramento de servidumbre a ella. Durante un paseo por Schlangenberg (una montaña de la ciudad alemana) él le dice que tan solo pronuncie una palabra y él con gusto caminará hasta el borde del precipicio y caería en picado al encuentro con la muerte. Esto lleva a que ella le pida que vaya al casino de la ciudad y haga una apuesta por ella en el juego de azar. Él se niega al principio, pero incitado por su propio juramento de amor eterno y fatal servilismo, finalmente accede y termina por ganar para ella en la mesa de ruleta (ésta era la primera experiencia de Alekséi con los juegos de azar). 
Alekséi regresa con las ganancias, pero Polina  no le dirá la razón por la que ella necesita dinero. Polina solo se ríe en su cara (como lo hace cuando él le profesa su amor) y lo trata con fría indiferencia, si no verdadera malicia. Alekséi solo conoce los detalles del estado financiero del General y de Polina más adelante en la historia por medio de su larga amistad con Mr. Astley, tímido inglés que parece compartir la fijación de Alekséi por Polina. Procede de la nobleza británica y tiene una buena cantidad de dinero.
Un día, mientras Polina y Alekséi se encuentran en un paseo, ellos ven a un barón y a una baronesa. Polina lo reta a comportarse de forma insultante con la pareja aristocrática, y él lo hace. Esto desencadena una serie de eventos que ponen en evidencia el interés de la señora de Cominges por el General; y este despide a Alekséi como tutor de sus hijos. Poco después Antonida Vasílevna, "la Abuela", aparece en la ciudad y sorprende a todos, deudores y acreedores. Ella les dice estar enterada de la deuda del General y por qué este se halla esperando su muerte. Por fin, anuncia a todos los beneficiarios de su presunta herencia que no conseguirán nada de su fortuna. A continuación, Antonida Vasílevna pide a Alekséi que ejerza como su guía por la ciudad, notoriamente famosa por sus aguas curativas y también notoriamente infame por su casino, en cuyas mesas de juego «se apilan montañas de oro»: la anciana también quiere jugar.
Después de enseñarle Alekséi a Antonida Vasílevna la mecánica de la mesa de la ruleta, ella juega y gana una cantidad significativa de dinero. Tras un breve regreso al Hotel, vuelve a las mesas de la ruleta y comienza a perder, hasta que enviciada por el juego termina por dejar en la mesa de juego casi cien mil rublos antes de irse de la ciudad. Cuando Alekséi regresa a su habitación, después de enviar a Antonida Vasílevna a la estación de tren, es recibido por Polina. Ella le dice que De Grieux había dejado la ciudad, pero no sin antes condonar al General de una fracción determinada de las hipotecas en su propiedad. 
A continuación, explica que debido a que estaba en deuda con él, Polina no podía corresponder al amor de Alekséi. Al oír esto Alekséi sale corriendo de la habitación y se dirige al casino donde comienza a jugar en un estado casi febril, allí gana más de doscientos mil rublos y se convierte en un hombre rico. Cuando regresa a su habitación, en la sala lo espera Polina, y ante ella vacía sus bolsillos llenos de oro y billetes de banco sobre la cama. Se quedan ambos dormidos en el sofá y al día siguiente Polina le dice a Alekséi que lo odia y que quiere estar con Mr. Astley (con el cual había tenido encuentros secretos; se suponía que ella debía encontrarse con él, pero se había quedado dormida en su habitación). Polina sale corriendo del hotel y Alekséi no vuelve a verla.
Sabiendo que el General no recibiría su esperada herencia, Blanche de Cominges abandona la ciudad acompañada por su madre, rumbo a París, a las que se une el desesperanzado Alekséi. Alekséi permanece en París durante un mes y se deja llevar por ellas, gastando su fortuna en fiestas y frivolidades.
Luego Alekséi comienza a jugar para sobrevivir. Un día encuentra a Mr. Astley en un banco del parque de Bad Homburg y charla con él, informándole que Polina se encuentra en Suiza y que ella lo ama de verdad. Astley le regala un poco de dinero, pero muestra poca esperanza de que Alekséi no lo vaya a usar en el juego. Alekséi se va a casa soñando con viajar a Suiza al día siguiente y recuerda lo que le hizo ganar en las mesas de ruleta en el pasado.

## Personajes
En orden de aparición:
Capítulo 1
- Alekséi Ivánovich (Алексей Иванович): El argumento gira en torno a él, es el narrador de la historia; aristócrata y sabelotodo. Tutor de los hijos del general, Nadienka (Наденька) y Misha (Миша). Enamorado patológicamente de Polina Alexandrovna. Representa, básicamente, el alma atormentada de Dostoyevski. También es un retrato de gran parte de los rusos que viven en el extranjero: extravagantes, apasionados, orgullosos, ridículos y degradados en muchos casos.

- General Zagorianski (Генерал Загорьянский): General ruso retirado, considerado aristócrata, de 55 años, viudo. Enamorado de la señorita Blanche. Encarna una obsesión que lo lleva al delirio y a la más completa desesperación. Arriesga todo en la ruleta, y no tiene cuidado de maltraerse en cuestiones amorosas: con tal de que le den un 'sí, quiero', es capaz de desentenderse de que las mujeres solo desean su dinero.
- Polina Aleksándrovna Praskovia (Полина Александровна Прасковья): Hijastra del General. Alekséi está enamorado de ella; Polina se aprovecha de eso y lo manipula.
- Maria Filípovna (Марья Филипповна): Hermana del General.
- Marqués Des Grieux (Де-Грие): noble francés, llamado Monsieur Le Comte. Acreedor del General.
- Mr. Astley (Mистер Астлей): inglés, sobrino de Lord Piebrook. Mucho más acaudalado que Des Grieux.

Capítulo 3
- Mademoiselle Blanche de Cominges: Novia del General, se asume que es una aristócrata francesa.

Capítulo 6
- Baronesa Wurmerhelm (Баронесса Вурмергельм): "...baja y extraordinariamente gorda, con un mentón terriblemente gordo y colgante, de tal modo que el cuello no se veía. Cara púrpura. Ojos pequeños, malvados e insolentes. Camina como si le estuviera haciendo un honor a todos."
- Barón Wurmerhelm (Барон Вурмергельм): "...seco, alto. Su cara, como lo son usualmente las caras alemanas, está torcida y cubierta de miles de arrugas; gafas; 45 años... Orgulloso como un pavo real. Un poco torpe".

Capítulo 9
- Antonida Vasílevna Tarasevicheva (Антонида Васильевна Тарасевичева): Anciana rusa cuya herencia, en vida, intentan distribuirse sus herederos. Tía del General, llamada la babulinka (la Abuela). "Formidable y rica, de 75 años... terrateniente y gran dama de Moscú... alegre, satisfecha, espalda recta, gritando en voz alta y dominante, regañando a todos..." Adquiere un gusto instantáneo por la ruleta, con consecuencias desastrosas.
- Potápych (Потапыч): Mayordomo de la Abuela, "viejecito vestido de frac y corbata blanca".
- Marfa (Марфа): Criada de la Abuela, "doncella de 40 años, de mejillas rojas, pero ya empezando a encanecer..."
- Madame de Cominges: Se asume que es la mamá de Mlle Blanche. Nunca habla.
- El pequeño Príncipe (маленький князь): Acompañante de Mlle Blanche cuando parece que puede haber problemas con la herencia del General. Nunca habla.
- Fedosia (Федосья): niñera del General. Nunca habla.
- Príncipe Nilski (Князь Нильский). Resulta ser "más pobre que una rata". Nunca habla.

Capítulo 15
- Albert (Альберт): Oficial del ejército en París, amante de Mademoiselle Blanche. Nunca habla.

## La escritura deEl jugador
El segundo viaje al extranjero de Dostoyevsky en junio de 1863 tuvo especial importancia para la escritura de la novela, pues en camino a París, el autor se encuentra con Polina Súslova en una sala de juego alemana de Wiesbaden, que más tarde se convertiría en la ciudad que inspiraría el lugar ficticio donde ocurriría la trama. La joven rusa de dieciséis años, fue alguien que conoció unos años atrás en la revista Tiempo, y a quién Dostoyevsky tenía en alta estima. La primera vez que el autor intenta la ruleta, gana mucho dinero; lo que le permite ofrecer a Pólina llevarla a Italia una vez que se la encuentra nuevamente, esta vez en España. Es en este camino donde Dostoyevsky se enamora de la joven. De camino, Sin embargo, pasan por Baden-Baden y pierde todo su dinero en apuestas. Pólina lo deja y se ve obligado a mendigar para volver a Rusia. Fue con estas experiencias que escribe a su amigo Strájov, , en septiembre de 1863, diciéndole que tiene la intención de realizar un escrito con las apuestas como tema central.
En 1865, Dostoyevsky, recientemente viudo y endeudado, realiza su tercer y último viaje al extranjero, donde vuelve a encontrarse con Pólina. Con tal de impresionarla, firma un contrato apresurado con el editor Stellovsky, que le adelanta una gran suma de dinero por el derecho a publicar sus obras anteriores y una inédita para antes del 1 de noviembre de 1866. Si no cumplía con lo acordado, tendría que ceder sus derechos de autoría y devolver lo cobrado por adelantado. Por otra parte, Dostoyevsky ya contaba con el contrato de otra obra nueva con la editora de su novela Crimen y Castigo, por lo que tendría que terminar con dos nuevos escritos para antes del final de año. En ese estado de desesperación, Pólina, su entonces su pareja romántica, lo incita a la ruleta para pagar el primer contrato y enfocarse en su nueva novela; acto que resulta contraproducente cuando Dostoyevsky pierde todo su dinero, volviendo a acudir a sus amigos. En esta situación, Pólina lo abandona y vuelve a París. 
Sus allegados le aconsejan solicitar servicio a una taquígrafa con tal de acabar el trabajo en el poco tiempo que le queda. Es así como conoce a Anna Grigórievna Snítkina, quién entre los días 2 y 29 de octubre termina el manuscrito de El jugador. Dostoyevsky entrega el texto a un comisario de policía que certifica que el editor lo recibió. Poco más de una semana después, el 8 de noviembre, el autor se compromete con Anna Grigórievna.
Es en estos dos últimos viajes, en su obsesión con la ruleta y Pólina, que se encuentra la clave para entender El jugador, donde se plasman diversos elementos autobiográficos: desde la personalidad compulsiva y arrastrada por el juego de su protagonista, Alexéi Ivánovich, hasta la dependencia ciega a la mujer de la que está enamorado, retratada en la relación de Alexéi con la madre de los niños a quiénes debía instruir, Pólina Alexándrovna.

## Ganancias y pérdidas
La novela utiliza una gran cantidad de nombres de varias monedas que se usaron en la Europa del siglo XIX. En particular, se mencionan tálero, federico, florín, florín neerlandés, franco, luis de oro y el rublo. Para una mejor comprensión de la escala de la emoción y el riesgo, se da a continuación la relación de monedas como se describe en la novela:
- Tálero - 0.9354 rublos;
- Federico - 6.1450 rublos;
- Florín - 0.6154 rublos;
- Florín neerlandés - 0.6154 rublos;
- Franco - 0.3077 rublos.
- Luis de oro

Por lo tanto, las ganancias de Alexei Ivanovich, después de lo cual se va a París, ascendieron a unos 61 mil rublos (200,000 francos). Después de gastar el dinero, ingresa al cargo de secretario con un salario de 220 rublos al año.

## Adaptaciones
El libro es también la base de una ópera homónima de Serguéi Prokófiev con el mismo título, así como de numerosas películas: entre ellas, la versión de Robert Siodmak de 1949 (The Great Sinner, con Gregory Peck y Ava Gardner), la de Claude Autant-Lara de 1958 (Le Joueur), y una película de 1997 del director de cine húngaro Károly Makk, que trata del proceso de escritura de la novela por parte del escritor ruso, protagonizada por Michael Gambon. 
En 1980, el director de cine soviético Aleksandr Zarjí rodó la película Veintiséis días de la vida de Dostoievski que narra la historia de la escritura de la novela. En el Festival Internacional de Cine de Berlín de 1981, el actor Anatoli Solonitsyn, que interpreta en la película el papel del escritor, compartió (ex aequo) el Oso de Plata a la mejor interpretación masculina con Jack Lemmon por su papel en la película Tributo.
En 2004 el director de cine estadounidense Rob Reiner rodó la película Alex & Emma, que trata sobre la historia de Alex Sheldon (Luke Wilson), un escritor que contrata a la taquígrafa Emma Dinsmore (Kate Hudson) para ayudarle en la creación de la novela que narra las aventuras de Adam Shipley (Luke Wilson), un escritor que ha sido contratado para dar clases particulares a los hijos de Polina (Sophie Marceau), una atractiva mujer francesa que está pasando por un mal momento económico y de quien termina enamorándose.
También el director alemán Sebastian Bieniek rodó la película de 2007 Los jugadores, basada en la novela, y ese mismo año Giuliano Montaldo rodó otra película (I demoni di San Petroburgo) inspirada en la vida del escritor mientras escribía El jugador. También existe una versión argentina llamada El jugador dirigida por el director Argentino/Español León Klimovsky en 1947. Por su parte, Swetlana Geier la tradujo al alemán en 2009.

## Traducciones
- Fiódor Dostoievski, El jugador, trad. de Vladímir Aly, prólogo de Sergi Bellver, Madrid: Nevsky Prospects, 2013. ISBN 978-84-939358-4-9
- Fiódor Dostoyevski, El jugador, trad. de Juan López-Morillas, Madrid: Alianza Editorial, 1980. ISBN 978-84-206-9238-8
- Fiódor Dostoyevski, El jugador, trad. de Rafael Cansinos Assens, Madrid: Aguilar, 1935. Numerosas reimpresiones. Está editada en formato digital, por Arca Ediciones, sello editorial de la Fundación-Archivo Rafael Cansinos Assens, en 2012.
- Fiódor Dostoievski El jugador, trad., introducción, apéndice y notas de Eugenio López Arriazu, Buenos Aires, Colihue editorial, 2014. ISBN 978-950-563-082-0.